# Hosakote Estate, Sakleshpur
Hosakote Estate là một làng thuộc tehsil Sakleshpur, huyện Hassan, bang Karnataka, Ấn Độ.